# Hwaseong IBK Altos
Hwaseong IBK Altos – żeński zespół piłki siatkowej, występujący w rozgrywkach tej dyscypliny w Korei Południowej. Klub założony został w Hwaseong w 2011 roku.

## Sukcesy
Mistrzostwa Korei Południowej:
- 2013, 2015, 2017
- 2014, 2016, 2018
- 2021

Puchar KOVO:
- 2013, 2015, 2016

## Obcokrajowcy w zespole
| Lata gry  | Imię i nazwisko         | Pozycja      |
| --------- | ----------------------- | ------------ |
| 2023-     | Pornpun Guedpard        | rozgrywająca |
| 2023-     | Brittany Abercrombie    | atakująca    |
| 2021-2023 | Daly Santana            | przyjmująca  |
| 2021      | Rebecca Latham          | atakująca    |
| 2020-2021 | Anna Łazariewa          | atakująca    |
| 2018-2020 | Adora Anae              | przyjmująca  |
| 2016-2018 | Madison Kingdon         | przyjmująca  |
| 2015-2016 | Elizabeth McMahon       | przyjmująca  |
| 2014-2015 | Destinee Hooker-Coulter | atakująca    |
| 2013-2014 | Karina Ocasio           | atakująca    |
| 2011-2013 | Ołesia Rychluk          | atakująca    |